# Jengedże (Mijandoab)
Jengedże – wieś w Iranie, w ostanie Azerbejdżan Zachodni, w szahrestanie Mijandoab. W 2006 roku liczyła 196 mieszkańców.